# Cantonul Chanac
Cantonul Chanac este un canton din arondismentul Mende, departamentul Lozère, regiunea Languedoc-Roussillon, Franța.

## Comune
- Barjac
- Chanac (reședință)
- Cultures
- Esclanèdes
- Les Salelles